# May Flodin
May Flodin, född 1935, död 14 mars 2008 i Mariehamn, var en åländsk hälsovårdare och politiker. Hon var social- och hälsovårdsminister och tillika vice lantråd (vice regeringschef) i Ålands landskapsstyrelse åren 1988-1991.
May Flodin avled den 14 mars 2008 efter att dagen innan ha blivit påkörd av en bil i centrala Mariehamn.